# Cầu Sài Gòn
Cầu Sài Gòn (trước năm 1975 còn được gọi là cầu Tân Cảng) là một trong những cây cầu bắc qua sông Sài Gòn nối đường Điện Biên Phủ (quận Bình Thạnh) với đường Võ Nguyên Giáp (thành phố Thủ Đức), Thành phố Hồ Chí Minh. Cho đến khi đường hầm Thủ Thiêm được xây dựng xong thì đây vẫn là cửa ngõ chính để vào nội ô Thành phố Hồ Chí Minh từ các tỉnh miền Trung và miền Bắc Việt Nam.

## Lịch sử

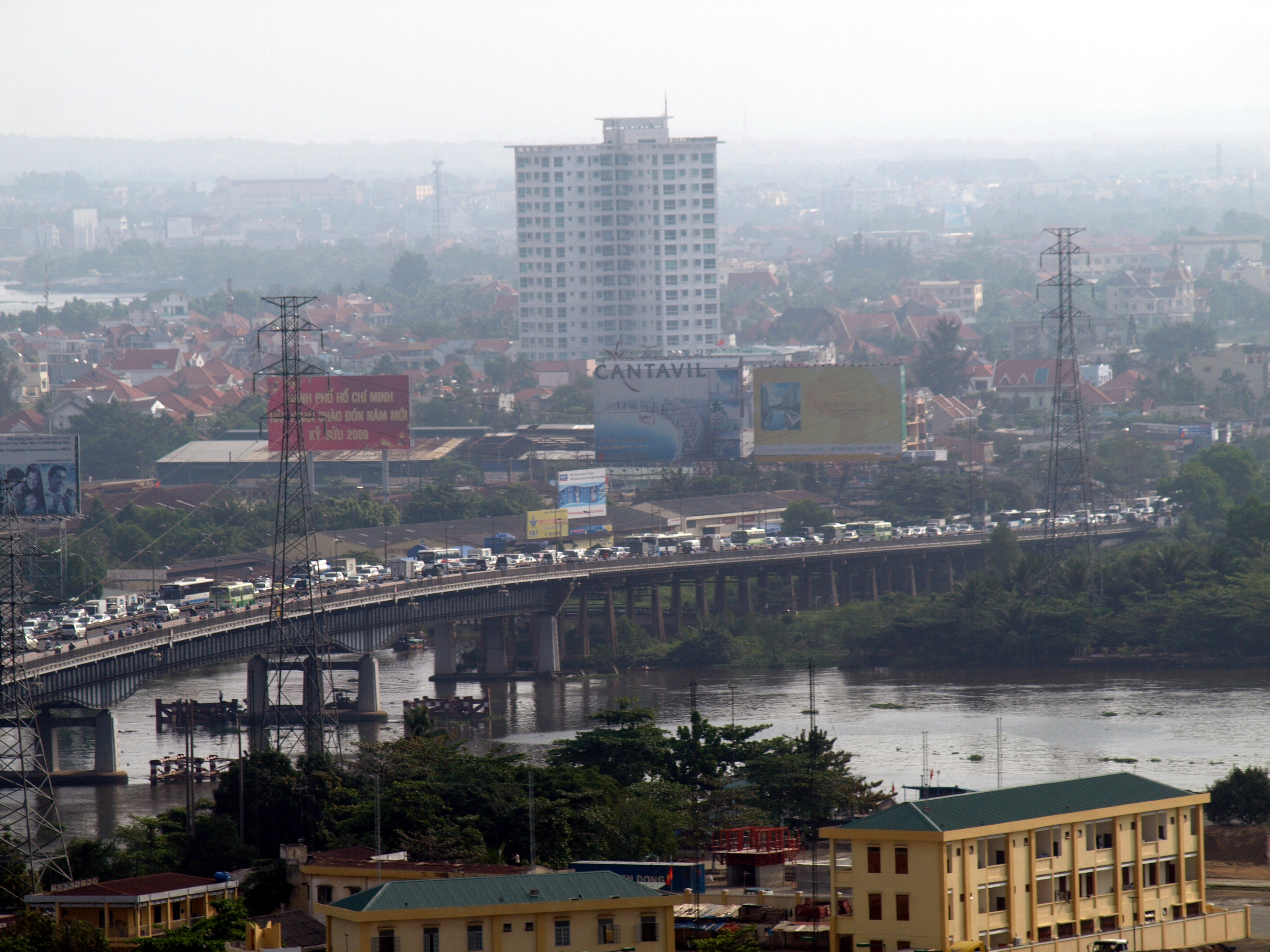
Cầu Sài Gòn vào năm 2009

Cầu được công ty Johnson Drake and Piper thi công từ tháng 11 năm 1958 đến ngày 28 tháng 6 năm 1961 thì hoàn thành. Cầu dài 986,12 m, gồm 32 nhịp, trong đó có 3 nhịp với chiều dài 267,45m. Cầu được sửa chữa 3 lần vào các năm 1995, 1996. Năm 1998, cầu được tiến hành nâng cấp và sửa chữa với tổng kinh phí 54 triệu franc từ nguồn vốn viện trợ của Pháp và đến tháng 6 năm 2000 thì hoàn thành. Sau khi nâng cấp, mặt cầu được mở rộng từ 19,63m lên 24m đạt tải trọng H30-XB80, có 4 làn xe, có tải trọng 32 tấn, đáp ứng nhu cầu giao thông ngày càng cao của Thành phố Hồ Chí Minh. Năm 2002, tuyến đường Nguyễn Hữu Cảnh kết nối trực tiếp từ đầu cầu phía quận Bình Thạnh đến khu vực trung tâm thành phố cũng được đưa vào sử dụng.

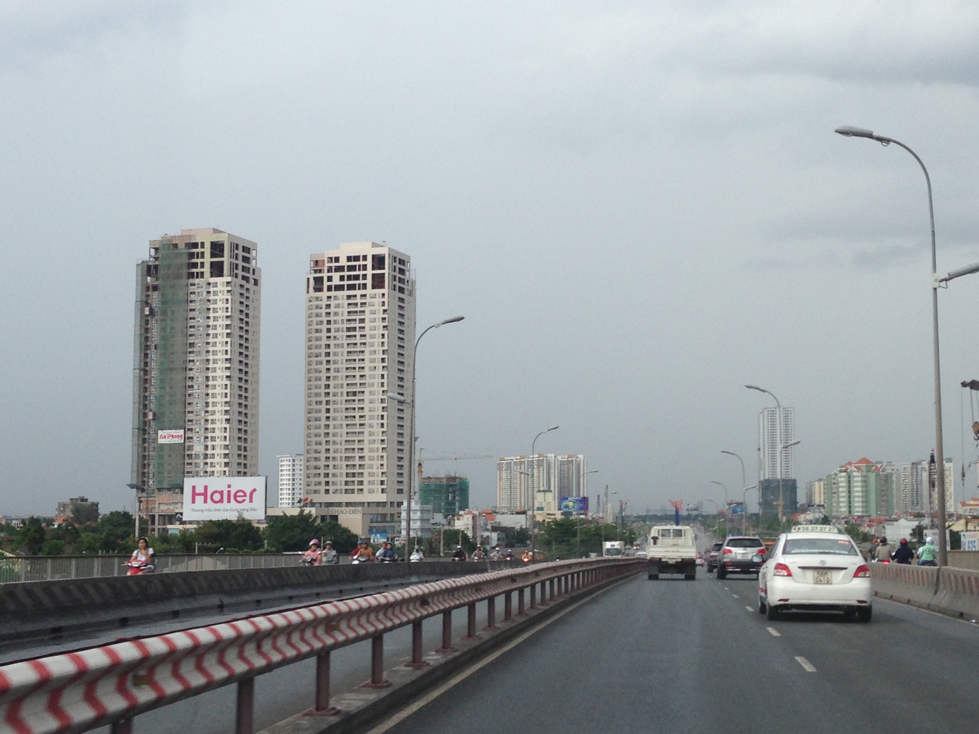
Cầu Sài Gòn vào năm 2013

Ngày 12/5/2011, công trình nâng cấp, sửa chữa cầu Sài Gòn do Công ty Freyssinet Việt Nam khởi công thực hiện. Cầu Sài Gòn được thi công các hạng mục như gia cường mặt bê-tông, nhịp thép, hệ thống đỡ nhịp treo, trụ đỡ, gia cố các mối nối, thay thế khe co giãn... trong thời gian 6 tháng với tổng mức kinh phí khoảng 64 tỷ đồng. Dự án nâng cấp, sửa chữa cầu Sài Gòn do Công ty Freyssinet Việt Nam làm tổng thầu theo hình thức EPC (chìa khóa trao tay), đảm nhiệm tất cả công đoạn từ lập dự án, thiết kế, cung cấp thiết bị, vật tư và xây dựng công trình. Sau khi nâng cấp, sửa chữa, cầu Sài Gòn được tăng tải đảm bảo theo tiêu chuẩn HL-93 không hạn chế tải trọng qua cầu.

### Cầu Sài Gòn 2

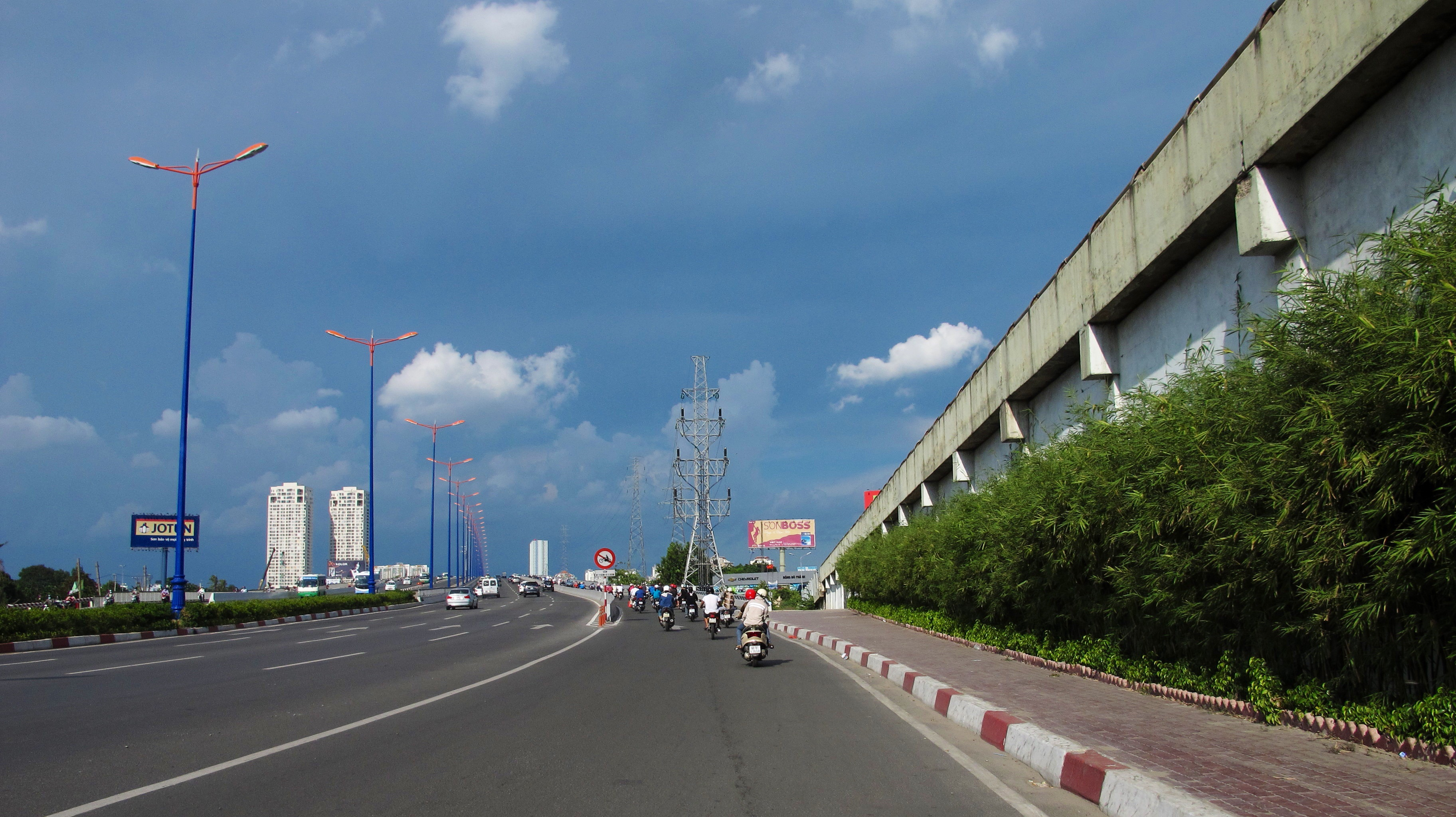
Cầu Sài Gòn 2 vào năm 2014

Cầu Sài Gòn 2 do Công ty Cổ phần Đầu tư hạ tầng kỹ thuật TP Hồ Chí Minh thực hiện trong 18 tháng, khởi công xây dựng ngày 14/4/2012 hoàn thành ngày 15/10/2013. Cầu Sài Gòn 2 song song với cầu Sài Gòn 1 hiện hữu, cách khoảng 3m về phía hạ lưu, có tổng chiều dài hơn 987m, gồm 30 nhịp. Kết cấu nhịp chính được bố trí theo sơ đồ 5 nhịp liên tục bằng bê tông cốt thép dự ứng lực.
Dự án cầu Sài Gòn 2 đã được Công ty Cổ phần Đầu tư hạ tầng kỹ thuật TP.HCM lên kế hoạch hoàn thành trong vòng 21 tháng, rút ngắn tiến độ so với các đơn vị thiết kế trước đó. Và thực tế thi công đã rút xuống còn 18 tháng, tiết kiệm chi phí hàng trăm tỷ đồng cho ngân sách. Sau khi đưa vào sử dụng đã giải quyết triệt để điểm nghẽn ở cửa ngõ phía Đông Bắc của TP.HCM.